# Stránovský viadukt
Stránovský viadukt je železobetonový viadukt v obci Krnsko 5 km jižně od Mladé Boleslavi. Je dlouhý 152 m, vysoký 27 m a široký 5 m. Vede po něm jednokolejná železniční trať Praha – Turnov (070). V roce 1958 byl zapsán do Seznamu kulturních památek České republiky.
Viadukt překlenuje hluboké údolí tvořené Strenickým potokem. Údolím prochází silnice I. třídy č. 16 a místní komunikace v Krnsku.

## Výstavba
První železniční most zde byl vybudován během výstavby trati v roce 1865. Ke stavbě byla použita příhradová železná konstrukce Schiffkornovy soustavy. V roce 1884 byl most opravován. Nová příhradová přímopásová příhradová konstrukce byla ze svářkového železa dodaná Vojtěšskou hutí v Kladně. Most měl tři otvory o světlosti 37 m. Nosné železné konstrukce měly zapuštěnou mostovku, rozpětí 39,2 m a výšku hlavních nosníků 4,4 m. Horní plocha pražců ležela asi 30 m nad nejnižším bodem přemostění. Přestával však stačit zátěžovým požadavkům rostoucího železničního provozu a proto se již před první světovou válkou připravovalo jeho vyztužení. Po válce bylo zjištěno, že konstrukce a stav mostu neumožňuje jeho zpevnění.
V roce 1923 byla proto vypsána soutěž, kterou vyhrál projekt později slavného architekta Stanislava Bechyně firmy Hlava-Kratochvíl. Most byl postaven během 120 dní, přičemž přerušení provozu vlaků trvalo jen 40 dní. V roce 2015 byl most opravován.

## Popis
Arkádový železobetonový jednokolejný most se nachází na železniční trati Praha–Turnov v km 67,615. Viadukt má tři železobetonové oblouky, které spočívají částečně na opěrách a kamenných pilířích původního mostu z roku 1864, z části na vlastních základech. Na obloukových rámech je 11 arkád, které nesou čtyři metry širokou mostovku. Dva hlavní hranolové pilíře a opěry jsou obloženy hrubě otesanými kamennými kvádry. Práce byly zahájeny 1. dubna 1924 a 10. srpna 1924 bylo zahájeno odstranění bednění a následně příhradové konstrukce. Práce byly ukončeny 15. září 1924.
Viadukt je 152 m dlouhý, mostní oblouky mají rozpětí 28 m (zdroj uvádí 32,50 m), vzepětí oblouků je 12 m, šířka vozovky u pilířů je šest metrů, maximální výška vozovky nad nejnižším bodem přemostění je až 27 m.

## Další fotografie

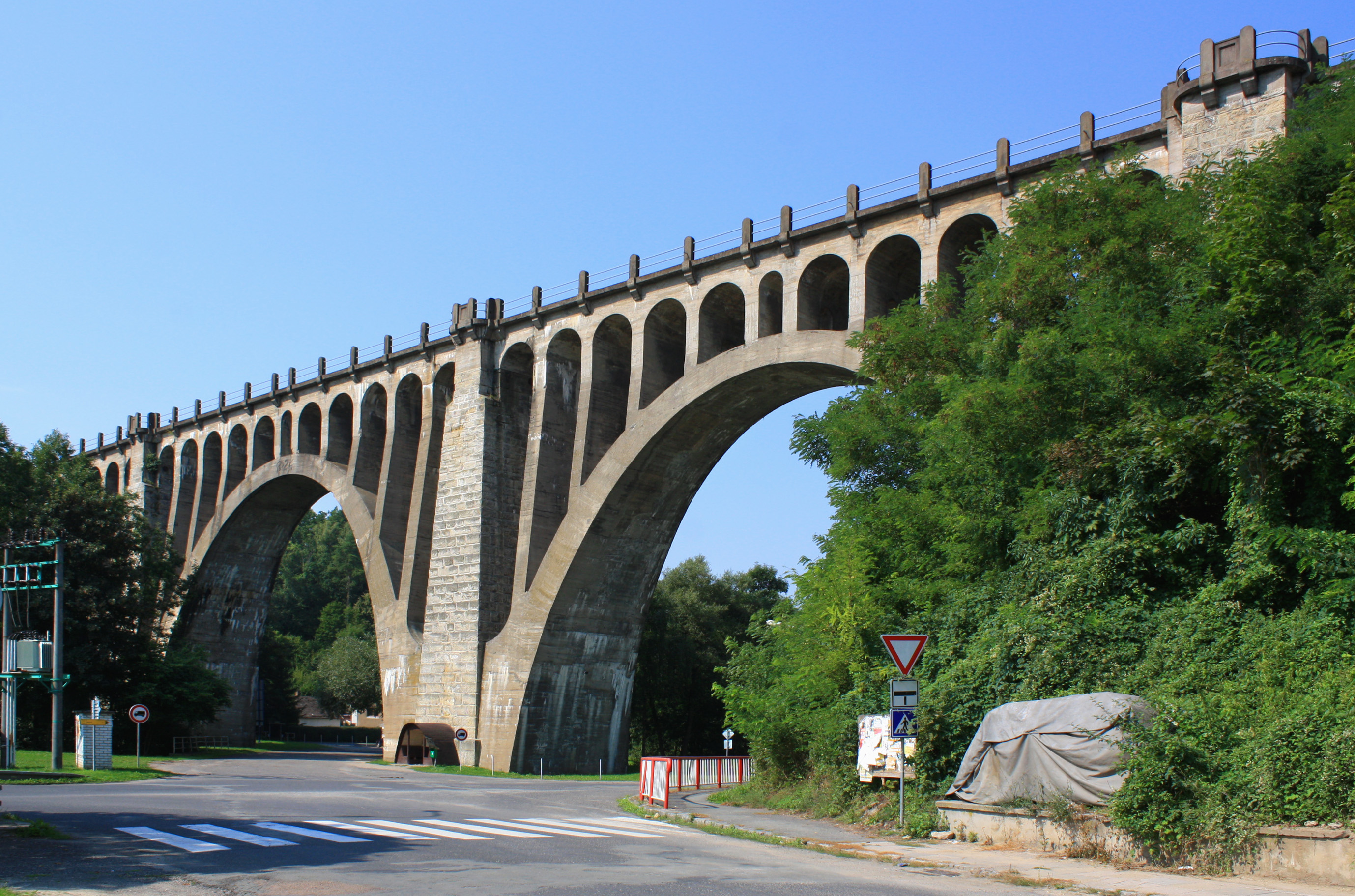
Stránovský viadukt v Krnsku
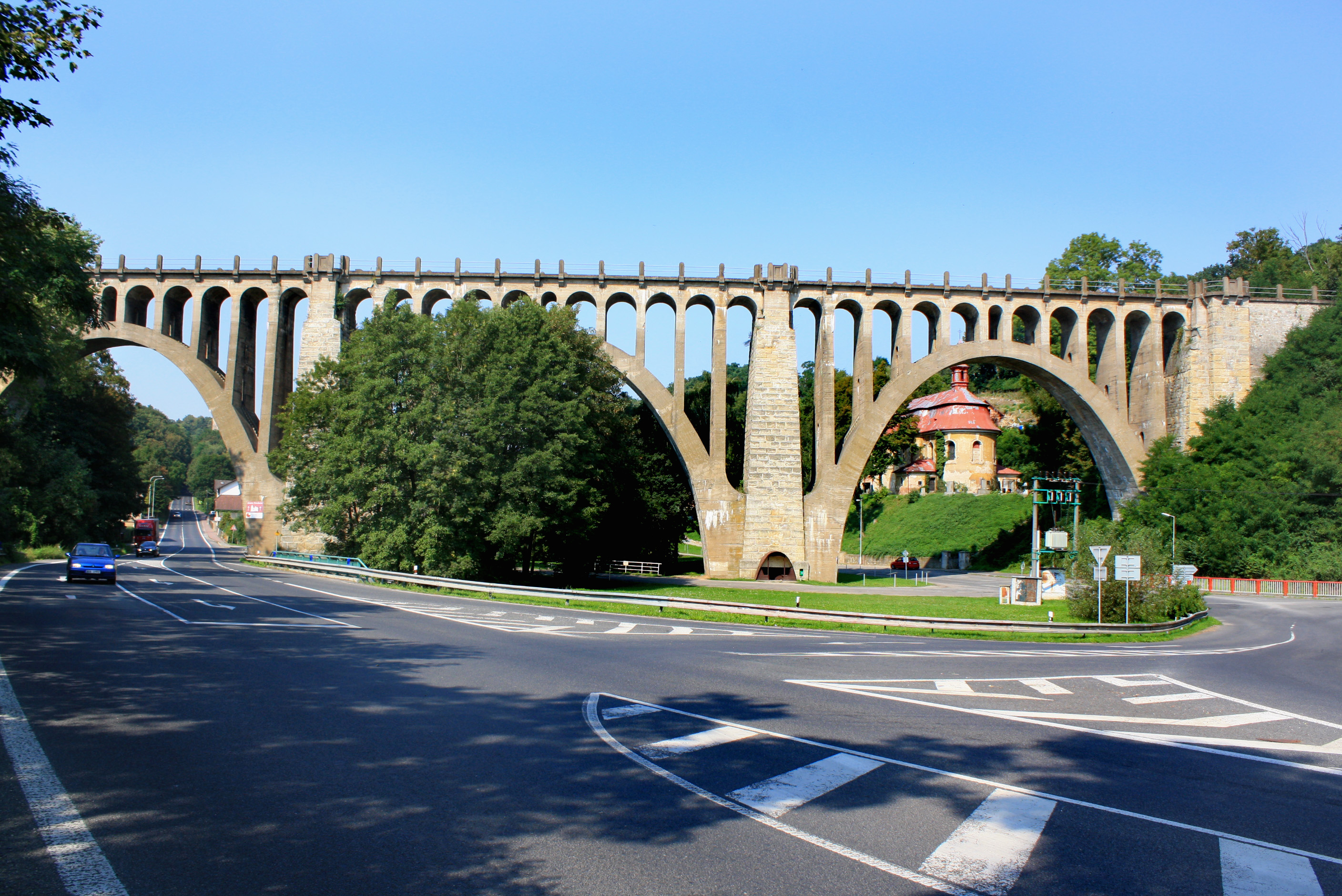
Křižovatka silnice I/16 pod viaduktem